# Synagrops adeni
Synagrops adeni är en fiskart som beskrevs av Kotthaus, 1970. Synagrops adeni ingår i släktet Synagrops och familjen Acropomatidae. Inga underarter finns listade i Catalogue of Life.